# Kar (Talform)

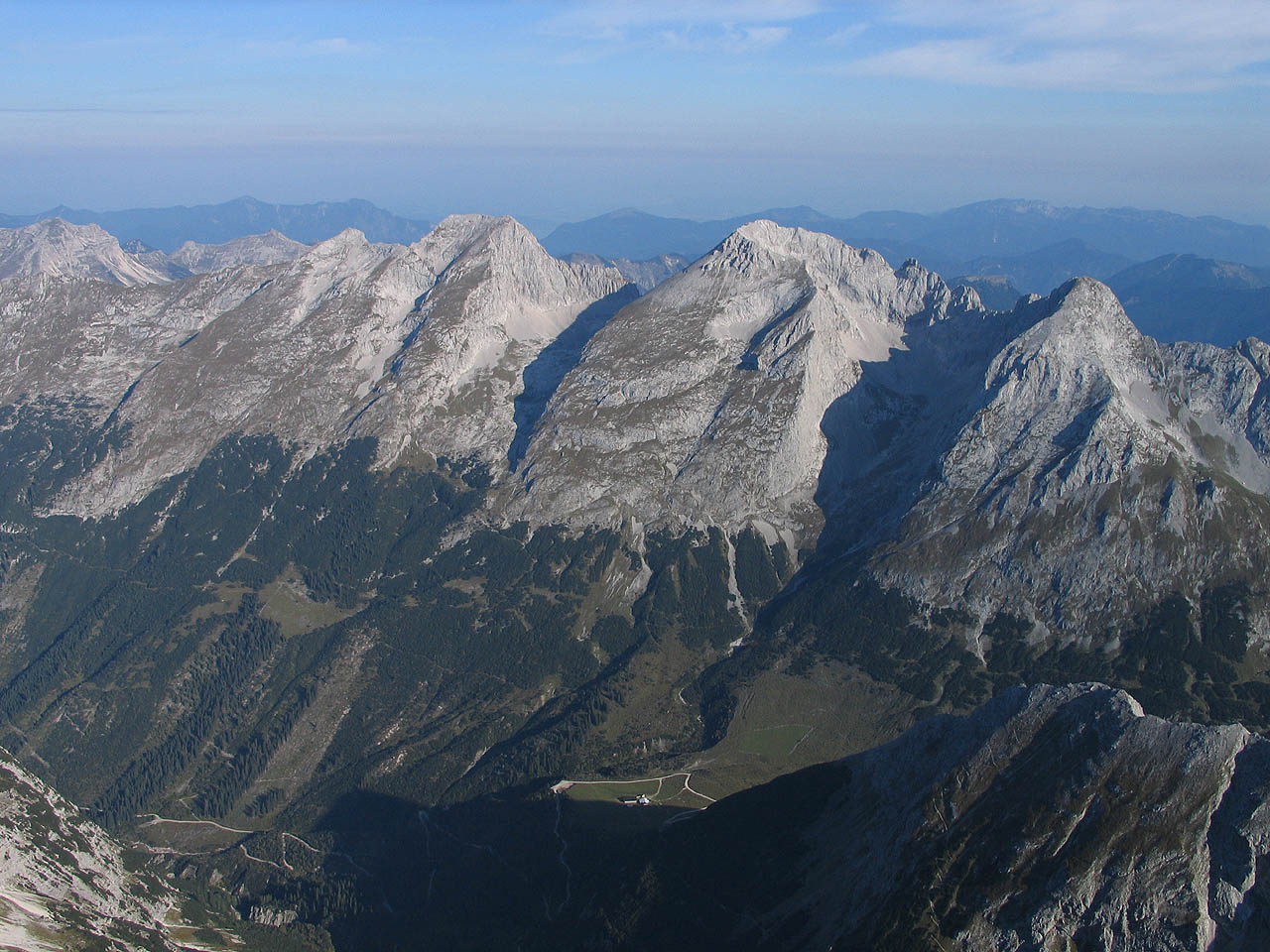
Kare im Kamm der Nördlichen Karwendelkette

Als Kar (englisch und französisch cirque, (englisch corrie), schottisch-gälisch coire), auch Kahr, Kaar (von althochdeutsch char ‚Trog‘, ‚Krug‘) bezeichnet man kesselförmige Eintiefungen an Berghängen unterhalb von Gipfel- und Kammlagen, die von sehr kurzen Gletschern (Kargletschern) ausgeschürft worden sind.

## Entstehung

Schnitt durch einen Kargletscher

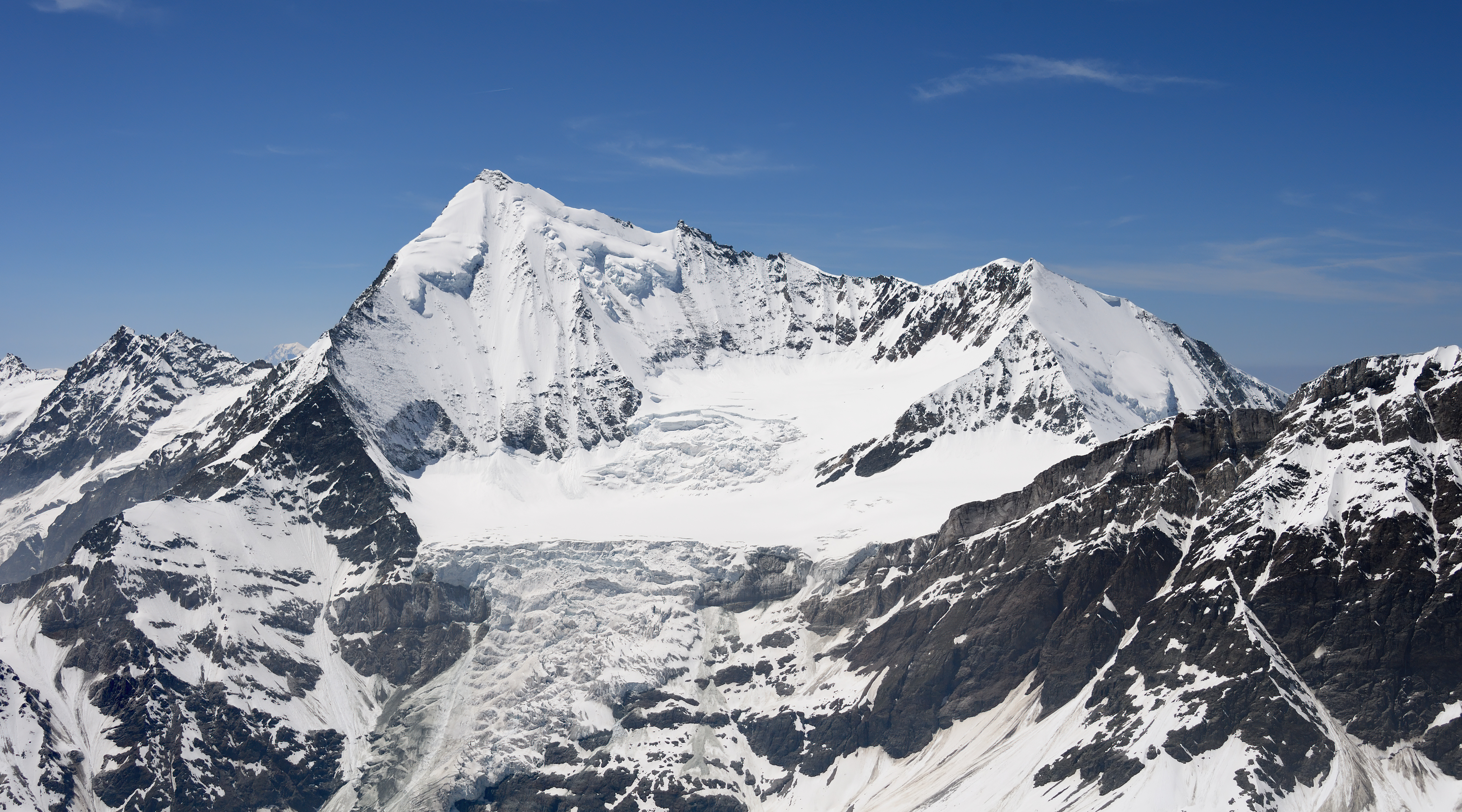
Der Bisgletscher ist ein typischer Kargletscher

Kare werden im Wesentlichen vom darin sich talwärts bewegenden Gletschereis und den von ihm an der Basis mitgeführten Gesteinsbrocken (Geschiebe) ausgeschürft (Exaration). Die Karrückwände werden vor allem durch Frostsprengung in der Randkluft versteilt, dem vom Eis nicht bedeckten Saum zwischen Felswand und Gletscher. Der hier durch Feuchtigkeit und häufigen Frostwechsel gelöste Schutt wird dann vom Gletscher abtransportiert. Besonders in seiner Mitte, wo die Mächtigkeit und die Bewegung des Eises am größten sind, wird der Grund ausgehobelt; es entsteht die Karmulde, die an der Karschwelle endet und in das umgebende Relief übergeht. Die Karschwelle fällt oft mit Endmoränen des Kargletschers zusammen. Kare gehen somit vorwiegend auf Formungsprozesse im Abtragungsbereich eines Gletschers zurück.

### Orographischer Kontext

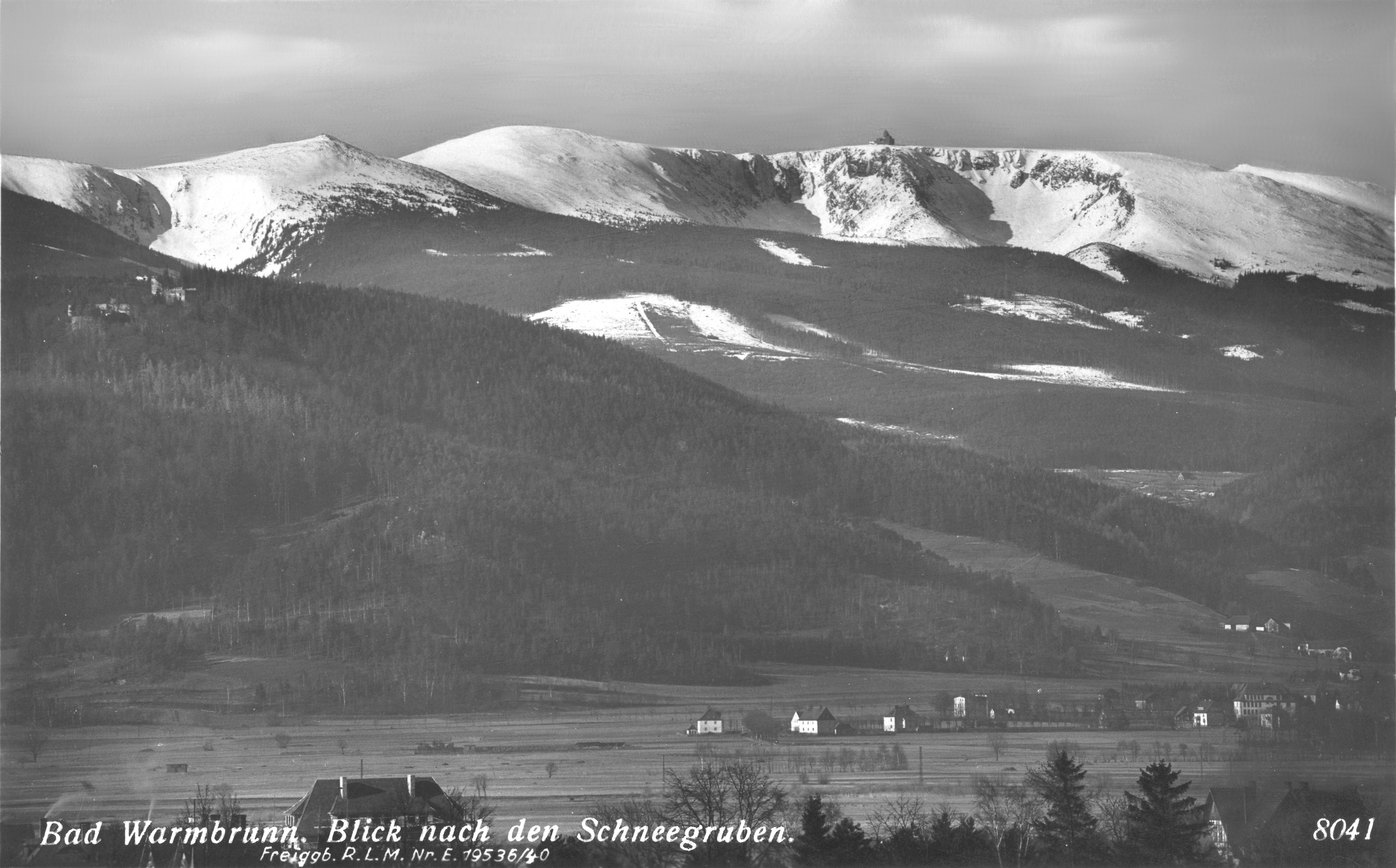
Typische NO-exponierte Kare im Mittelgebirge (Schneegruben am Hohen Rad, Riesengebirge)

Kargletscher bilden sich dort, wo sich lokal mehr Schnee ansammelt als in der Umgebung. In stark reliefiertem Gelände kommen Kare daher vorwiegend in sonnenabgewandten Hängen vor. Bei größeren Gipfelplateaus häufen sich Kare auch in den Leelagen, wo sich zusätzlich herangewehter Schnee akkumulieren kann. So sind in den Mittelgebirgen der nördlichen Westwindzone wie beispielsweise dem Schwarzwald die Kare vorwiegend nord- bis ostwärts ausgerichtet. Expositionen in anderen als nordöstlichen Himmelsrichtungen sind gleichwohl nicht selten. Verschneiden sich im Laufe der Zeit die Rückwände gegenüberliegender Kare, entstehen Berggrate, deren höchste Partien zugeschärfte Bergspitzen sind wie das Matterhorn, sogenannte Karlinge.

### Klimatischer Kontext
Die Höhenlage von Karschwellen deckt sich erfahrungsgemäß nahezu mit der Höhenlage der jeweiligen orographischen Schneegrenze, so dass bei einer größeren Anzahl von heute eisfreien Karen in einem Gebiet auf frühere niedrigere Schneegrenzlagen geschlossen werden kann. Um die expositionsunabhängige (klimatische) Schneegrenze zu ermitteln, sind die Karhöhen entgegengesetzter Himmelsrichtungen zu mitteln. Im umgekehrten Fall, wenn Kare unter dem Eis des Nährgebiets größerer Gletscher verborgen sind, sind sie Zeugen holozäner Phasen mit geringerer Vergletscherung als heute. In Phasen sehr starker Vergletscherung sind Kargletscher dagegen seltener und dann von geringerer Bedeutung für die Paläoklimatologie. Gletscherfrei gewordene Kare gehören der subnivalen Stufe an oder auch niedrigeren Höhenstufen.

## Merkmale typischer Kare

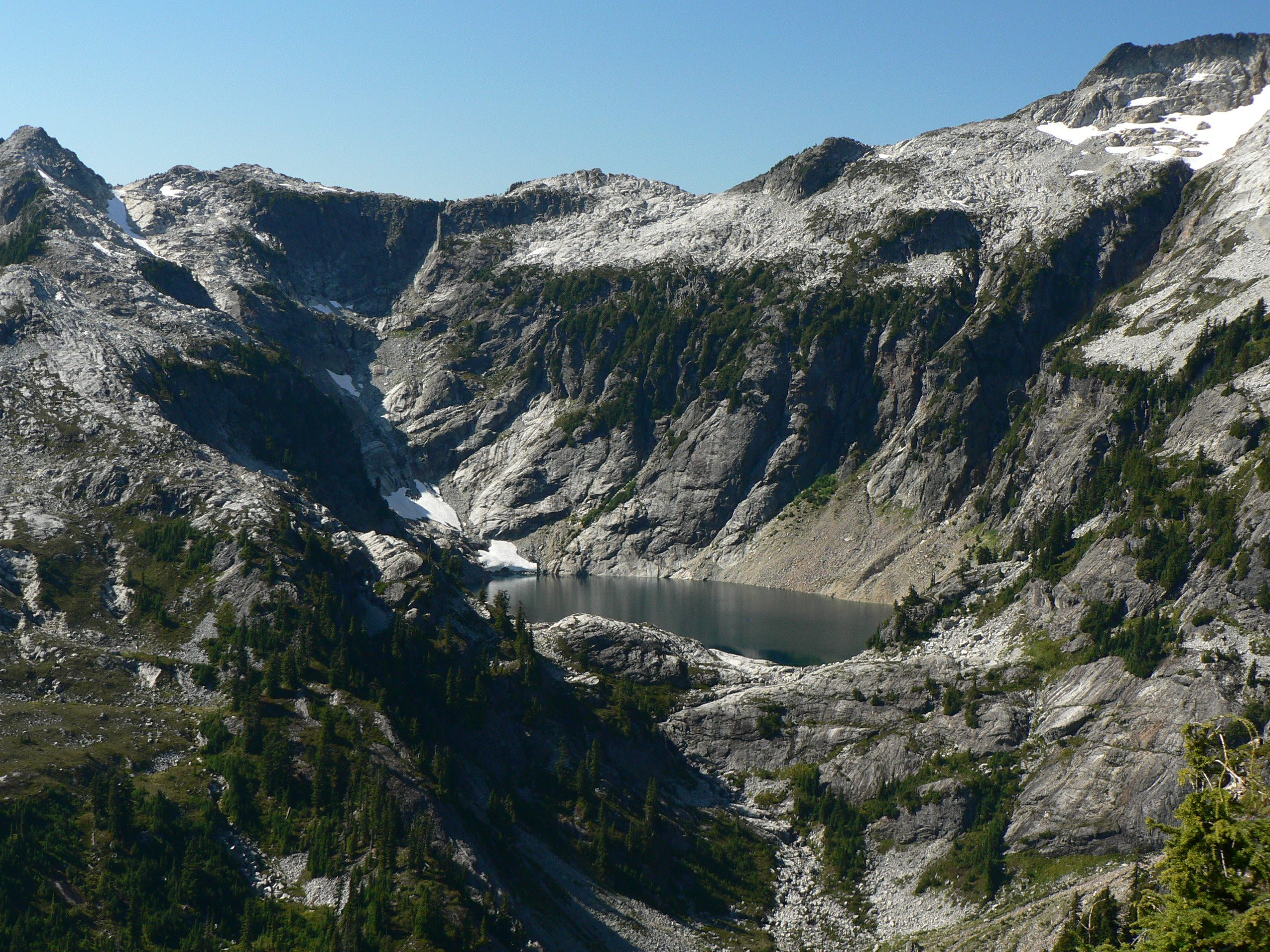
Der Upper Thornton Lake im North Cascades National Park ist ein Karsee

Kare sind durch versteilte, lehnsesselförmige Karrückwände und eine Karmulde mit verebnetem Grund gekennzeichnet. Bei besonders markant ausbildeten Karen prägen Felswände die Karwand, und die Karmulde ist beckenartig übertieft. Außer bei durchlässigem Gesteinsuntergrund (Lockermaterial, verkarstete Gesteine) sind sie dann von Karseen gefüllt, die allerdings auch schon zusedimentiert oder vermoort sein können. Der talseitige Abschluss kann durch eine felsige Karschwelle (Karriegel) oder durch Lockermaterial von Endmoränen des einstigen Kargletschers gebildet sein. Die Abflüsse von Karseen mit stauenden Moränenwällen haben diese Wälle zuweilen schluchtartig zerschnitten oder sogar durchbrechen lassen, wonach die Karböden zur Gänze trocken gefallen sein können (Beispiel: Nonnenmattweiher).
Die lehmige Grundmoräne des einstigen Gletschers dichtet den Untergrund des Kars oft ab, sodass auch in Karstgebieten Karseen vorkommen können. Von Feuchte geprägt sind auch viele nicht übertiefte Karböden, zum einen, weil dort das Hangwasser zusammenströmt, zum anderen, weil Quellhorizonte die Bildung von Karböden erleichtern. Im feinmaterialreichen Karkessel gibt es oft guten Weidegrund und offenes Wasser, weshalb Kare bevorzugte Almstandorte sind, besonders in wasserarmer, etwa verkarsteter, Umgebung.
Die umliegenden Steilhänge sind unterhalb der Felswände meist von Schutt und Blockhalden bedeckt. Die in den Kessel hinabreichenden Schuttfüße vereinen sich in ihrem unteren Teil zu einer gemeinsamen Schuttfläche. Hier verharrt das Material meist stabil genug für die Bildung eines Schuttbodens (Syrosem) mit guten Bedingungen für Gehölzbewuchs. In den tieferen Lagen der Mittelgebirge sind Kare, ausgenommen Felshänge und grobblockige Schutthalden, überwiegend bewaldet.

## Ähnliche Geländeformen anderer Entstehung
Kare sind nach Abschmelzen des formenden Gletschers fossile Geländeformen. Spätere Überformung durch Verschüttung unter Blockhalden oder erosive Zerschneidung kann die typischen, den Unterschied zu Trichtertälern ausmachenden Reliefmerkmale verwischen. Ihre Formen bleiben in Mittelgebirgen mit ihrer etwas geringeren Formungsdynamik eher erhalten als im Hochgebirge. Auch Karstgestein, das das erosiv wirkende Oberflächenwasser unterirdisch abführt, trägt zur Erhaltung der Formen bei.
Von Karen grundsätzlich zu unterscheiden sind ähnlich aussehende, jedoch meist größere Kesselformen, die weiter talwärts im Verlauf großer Gletscher entstehen, besonders dort, wo das Eis sich zu einer Gletscherzunge formiert oder dort, wo Eisströme zusammenfließen. Nach Abschmelzen des Gletschers bleiben im einen Fall markante Talschlüsse von Trogtälern zurück oder im anderen Fall Talstufen (sogenannte Konfluenzstufen). In beiden Fällen erzeugt der Zusammenschub von Eismassen aus unterschiedlichen Richtungen einen Bereich erhöhter Tiefenerosion und Gletschermächtigkeit.
Von einer Abfolge kleinerer Talstufen nicht immer leicht zu unterscheiden sind mehrstufige Kare. Bei ihnen haben sich in mäßig geneigten Oberhängen großer Kare während Phasen geringerer Vergletscherung kleinere Kare gebildet. Übergangsformen zwischen Kar- und Talgletscher können eine Abfolge von karartigen Mulden hervorbringen, sogenannte Treppenkare. Sie werden aufgrund wechselnder Dynamiken und Erosionsleistungen des Eises, nicht aber aufgrund unterschiedlicher Mächtigkeiten aufeinandertreffender Gletscher gebildet.
In seltenen Fällen können auch Formen des glazialen Aufschüttungsbereichs mit Karen verwechselbar sein, etwa bei  Gletscherendseen am Fuß von Talstufen, Toteislöchern (Sackungsmulden über verschütteten Gletscherresten) in Hanglage oder Hohlformen am oberen Rand von Bergsturzmassen. Es kommen auch Mischformen mit Karstformen wie Dolinen vor (Beispiel: Lai da Gonda Grossa am Lischanagletscher) oder mit vulkanischen Formen wie etwa Nebenkratern.

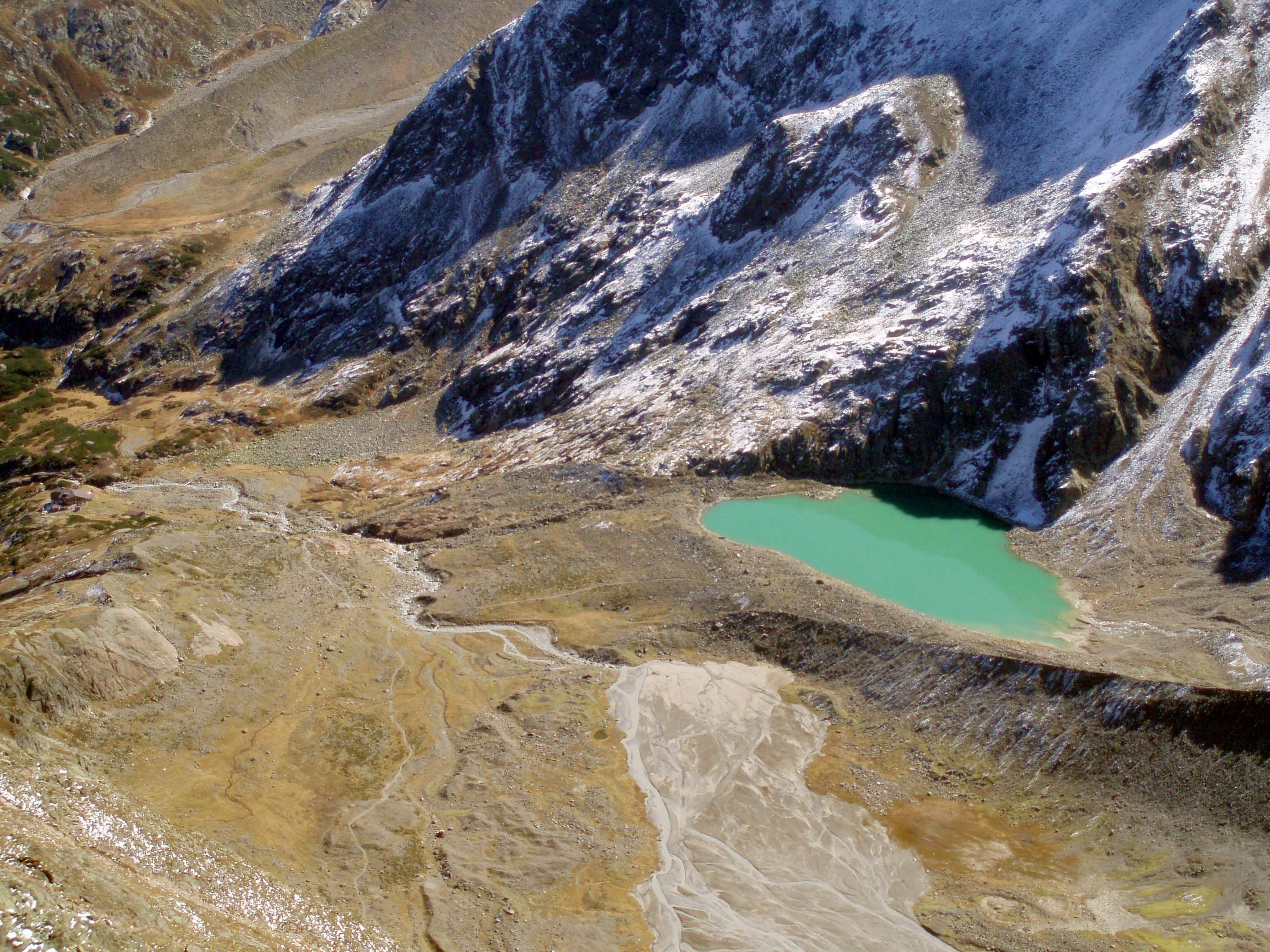
Blaue Lacke in den Stubaier Alpen: kein Karsee, sondern ein Endmoränenstausee
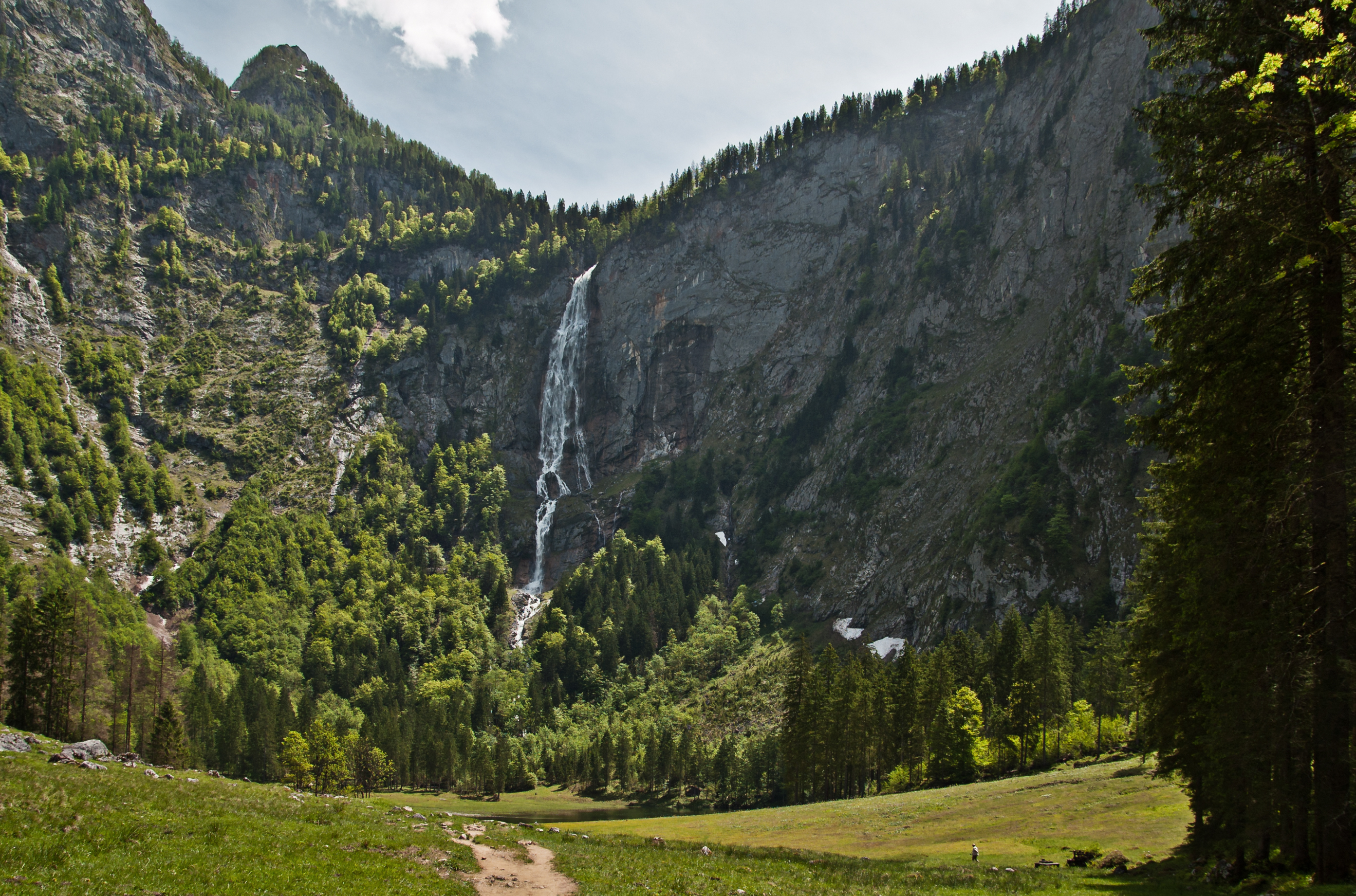
Fischunkel mit See und Röthbachfall: kein Kar, sondern ein Talschluss

## Namensherkunft
Kar ist wohl verwandt zu althochdeutsch char ‚Gefäß‘, ‚Geschirr‘. Es ist im bayrisch-tirolischen Bereich auch als Kår, Diminutiv Karl häufig. Das Wort steht tirolerisch auch für ‚Umgebung der Almhütte‘, aber auch ‚Bergscheitel‘, gegen Osten allgemein für ‚alpiner Talkessel‘, in Kärnten allgemein für ‚Weidegrund‘ oder sogar ‚Jagdrevier‘ (Koralpe). Verwandtschaft dürfte zum slowenischen Wort Kras, kroatisch Krš ‚dünner Boden‘ bestehen, von dem sich das Wort Karst ableitet, aber auch mit ‚Sumpf‘, schottisch kair, isländisch ker, dänisch kär, kjär, norwegisch kjerr, schwedisch kärr. Trotzdem mischt sich die Bedeutung mit einer frühen gesamteuropäischen Wurzel car, allgemein ‚Fels‘, auf das der Bezug auf Schutthänge, wie auch die Verwitterungsform Karre (meist dezimeterbreite, parallele Rinnen in den Oberflächen verkarstungsfähiger Gesteine) zurückgeht.
Namentlich verwandt sind der Karwendel (wo sich die meisten Gipfelnamen von Karen darunter ableiten wie die Große Seekarspitze), die Koralpe oder in Südtirol der Karersee (kein Karsee).

## Regionale Bezeichnungen
Im Allgäu wird ein Kar auch als Gund bezeichnet, in Vorarlberg als Gunten und in der Ostschweiz als Gonten. Gund ist ein Lehnwort aus dem Romanischen, das letztlich auf das Keltische zurückgehen soll. Beispiele für so bezeichnete Kare in den von Bayern aus zugänglichen Teilen der Allgäuer Alpen sind der Große Gund in der Südwestseite des Nebelhorns, der Wildgund in der Südostseite des nach ihm benannten Vorderen Wildgundkopfs und der Kühgund zwischen Rossgundkopf und Alpgundkopf.

## Beispiele

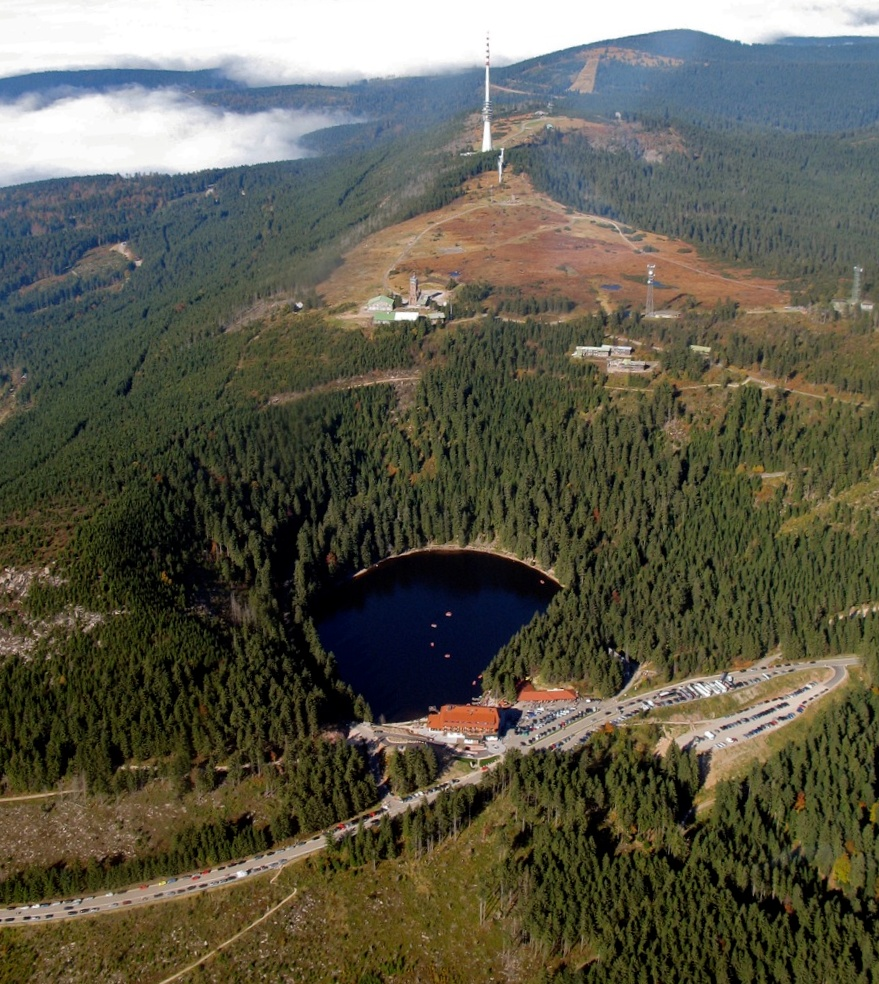
Luftbild des Mummelsees an der Hornisgrinde (Nordschwarzwald)

Kare sind für Hochgebirgszüge geradezu charakteristisch. Sie kommen aber auch in Mittelgebirgen vor. Eine große Kardichte gibt es im plateaureichen Nordschwarzwald, dessen bekanntester Karsee der Mummelsee ist, ähnlich wie im höheren Südschwarzwald der Feldsee. Besonders tiefe Karseen sind der Lac Blanc ‚Weißer See‘ in den Vogesen mit 60 Metern Tiefe und der Černé jezero ‚Schwarzer See‘ im Böhmerwald mit 40 Metern Tiefe. Ein besonders typisches Kar in den nördlichen Mittelgebirgen ist das Steile-Wand-Kar im Harz.